# Dywizje polskie

Symbol oznaczający dywizję piechoty w schemacie APP-6a używanym przez NATO

Strona ta jest listą dywizji polskich na przestrzeni dziejów, z rozbiciem na poszczególne armie lub teatry wojny. Równoważnikiem dywizji, jako związków okrętów są flotylle, które umieszczone zostały w artykule flotylle polskie
Dywizje polskie – lista związków taktycznych w randze dywizji podzielonych według rodzajów sił zbrojnych, czyli na lądowe oraz lotnicze i przeciwlotnicze.
Dywizje są obecnie największymi związkami wystawianymi przez Wojsko Polskie w czasie pokoju. Obecnie w strukturach Wojska Polskiego znajduje się jedna dywizja pancerna i trzy dywizje zmechanizowane, wszystkie podlegają Dowództwu Wojsk Lądowych RP, w pozostałych rodzajach Sił Zbrojnych nie występuje ten szczebel organizacyjny.

## Wojska Lądowe

### Rzeczpospolita Obojga Narodów

#### XVII wiek
- Dywizja Stefana Czarnieckiego (m.in. bitwa pod Warką, 1656)
- Dywizja Wincentego Korwina Gosiewskiego (m.in. bitwa pod Prostkami, 1656)
- Dywizja Jerzego Sebastiana Lubomirskiego (m.in. bitwa pod Cudnowem, 1660)
- Dywizja Stanisława Rewery Potockiego (m.in. bitwa pod Cudnowem, 1660)
- Dywizja Karola Łużeckiego (m.in bitwie pod Ładyżynem, 1672)

#### XVIII wiek
- Dywizje koronne
  - 1 Dywizja Koronna
  - 2 Dywizja Koronna
  - 3 Dywizja Koronna
  - 4 Dywizja Koronna
  - Kijowsko-Bracławska Dywizja Koronna
  - Małopolska Dywizja Koronna
  - Wielkopolska Dywizja Koronna
  - Wołyńsko-Podolska Dywizja Koronna
- Dywizje litewskie
  - 1 Dywizja Litewska
  - 2 Dywizja Litewska

#### Insurekcja kościuszkowska
- Dywizja Najwyższego Naczelnika
- Dywizja Józefa Zajączka
- Dywizja Stanisława Mokronowskiego
- Dywizja Karola Sierakowskiego
- Dywizja Nadnarwiańska
- Dywizja Adama Ponińskiego
- Dywizja Jana Henryka Dąbrowskiego
- Dywizja Główna Litewska
- Dywizja Franciszka Sapiehy
- Dywizja Romualda Giedroycia

### Polska pod zaborami

#### Armia Księstwa Warszawskiego
- Dywizje sformowane 1807/1808
  - 1 Dywizja Księstwa Warszawskiego
  - 2 Dywizja Księstwa Warszawskiego
  - 3 Dywizja Księstwa Warszawskiego
- Dywizje sformowane w 1812
  - Dywizja Polska
  - Dywizja Jazdy Aleksandra Różeckiego
  - 4 Dywizja Jazdy Michała Ignacego Kamieńskiego
  - 16 Dywizja Józefa Zajączka
  - 17 Dywizja Jana Henryka Dąbrowskiego
  - 18 Dywizja Ludwika Kamienieckiego
  - 19 Dywizja Izydora Krasińskiego
- Dywizje sformowane w 1813
  - Dywizja Kawalerii Antoniego Pawła Sułkowskiego
  - 7 Dywizja Jazdy Michała Sokolnickiego
  - 8 Dywizja Jazdy Antoniego Sułkowskiego
  - 26 Dywizja Ludwika Kamienieckiego
  - 27 Dywizja Izydora Krasińskiego
  - Dywizja Obserwacyjna

#### Wojsko Polskie Królestwa Kongresowego
- Dywizje piechoty
  - 1 Dywizja Piechoty
  - 2 Dywizja Piechoty
- Dywizje kawalerii
  - Dywizja Ułanów
  - Dywizja Strzelców Konnych

##### Powstanie listopadowe
- Dywizje piechoty
  - 1 Dywizja Piechoty
  - 2 Dywizja Piechoty
  - 3 Dywizja Piechoty
  - 4 Dywizja Piechoty
  - 5 Dywizja Piechoty
  - 6 Dywizja Piechoty
- Dywizje kawalerii
  - 1 Dywizja Jazdy
  - 2 Dywizja Jazdy
  - 3 Dywizja Jazdy
  - 4 Dywizja Jazdy
  - 5 Dywizja Jazdy

#### Wielka Emigracja
- Dywizja Kozaków Sułtańskich

#### Powstanie styczniowe
- Dywizja Krakowska
- Dywizja Sandomierska
- Dywizja Kaliska

### I wojna światowa

#### Imperium Rosyjskie
- Dywizja Strzelców Polskich
- 1 Dywizja Strzelców Polskich – dywizja I Korpusu Polskiego
- 2 Dywizja Strzelców Polskich – dywizja I Korpusu Polskiego
- 3 Dywizja Strzelców Polskich – dywizja I Korpusu Polskiego
- 4 Dywizja Strzelców Polskich – dywizja II Korpusu Polskiego
- 5 Dywizja Strzelców Polskich – dywizja II Korpusu Polskiego

#### Armia Polska we Francji
- 1 Dywizja Strzelców Polskich (1re Division Polonaise)
- 2 Dywizja Strzelców Polskich (2éme Division Polonaise)
- 3 Dywizja Strzelców Polskich (3éme Division Polonaise)
- 6 Dywizja Strzelców Polskich
- 7 Dywizja Strzelców Polskich
- Dywizja Instrukcyjna

### Wojna domowa w Rosji
- 4 Dywizja Strzelców Polskich
- 5 Dywizja Strzelców Polskich
- Zachodnia Dywizja Strzelców

### II Rzeczpospolita
- Czynne dywizje piechoty
  - 1 Dywizja Piechoty Legionów Józefa Piłsudskiego
  - 2 Dywizja Piechoty Legionów
  - 3 Dywizja Piechoty Legionów
  - 4 Dywizja Piechoty
  - 5 Dywizja Piechoty
  - 6 Dywizja Piechoty
  - 7 Dywizja Piechoty
  - 8 Dywizja Piechoty
  - 9 Dywizja Piechoty
  - 10 Dywizja Piechoty (na bazie 4 Dywizji Strzelców gen. Żeligowskiego)
  - 11 Karpacka Dywizja Piechoty
  - 12 Dywizja Piechoty
  - 13 Kresowa Dywizja Piechoty
  - 14 Wielkopolska Dywizja Piechoty (eks 1 Dywizja Strzelców Wielkopolskich)
  - 15 Wielkopolska Dywizja Piechoty (eks 2 Dywizja Strzelców Wielkopolskich)
  - 16 Pomorska Dywizja Piechoty (eks 4 Dywizja Strzelców Pomorskich)
  - 17 Wielkopolska Dywizja Piechoty (eks 3 Dywizja Strzelców Wielkopolskich)
  - 18 Dywizja Piechoty Ziemi Łomżyńskiej
  - 19 Dywizja Piechoty (na bazie dywizji litewsko-białoruskich)
  - 20 Dywizja Piechoty (na bazie dywizji litewsko-białoruskich)
  - 21 Dywizja Piechoty Górskiej (eks Dywizja Górska)
  - 22 Dywizja Piechoty Górskiej
  - 23 Górnośląska Dywizja Piechoty
  - 24 Dywizja Piechoty
  - 25 Dywizja Piechoty Ziemi Kaliskiej
  - 26 Dywizja Piechoty
  - 27 Dywizja Piechoty
  - 28 Dywizja Piechoty
  - 29 Dywizja Piechoty (na bazie dywizji litewsko-białoruskich)
  - 30 Poleska Dywizja Piechoty
  - Dywizja Ochotnicza
  - Kombinowana Dywizja Piechoty gen. Wołkowickiego
  - Kombinowana Dywizja Piechoty płk Sikorskiego
- Rezerwowe dywizje piechoty
  - 33 Dywizja Piechoty
  - 35 Dywizja Piechoty
  - 36 Dywizja Piechoty
  - 38 Dywizja Piechoty
  - 39 Dywizja Piechoty
  - 41 Dywizja Piechoty
  - 44 Dywizja Piechoty
  - 45 Dywizja Piechoty
  - 50 Dywizja Piechoty „Brzoza”
  - 55 Dywizja Piechoty
  - 60 Dywizja Piechoty „Kobryń”
- Dywizje kawalerii
  - 1920
    - Dywizja Jazdy
    - 1 Dywizja Jazdy
    - 2 Dywizja Jazdy
    - Północna Dywizja Jazdy
    - Dywizja Jazdy Wojsk Litwy Środkowej

  - 1924–1938
    - 1 Dywizja Kawalerii w Białymstoku
    - 2 Dywizja Kawalerii w Warszawie
    - 3 Dywizja Kawalerii w Poznaniu
    - 4 Dywizja Kawalerii we Lwowie

  - 1939
    - Dywizja Kawalerii „Zaza”

patrz też Pełna lista dywizji i miejsca ich stacjonowania

### II wojna światowa

#### Armia Krajowa
- 2 Dywizja Piechoty Legionów AK „Pogoń”
- 3 Dywizja Piechoty Legionów AK
- 5 Dywizja Piechoty AK „Dzieci Lwowskich”
- 6 Dywizja Piechoty AK Ziemi Krakowskiej „Odwet”
- 7 Dywizja Piechoty AK „Orzeł”
- 8 Dywizja Piechoty AK im. Romualda Traugutta
- 9 Podlaska Dywizja Piechoty AK
- 10 Dywizja Piechoty AK im. Macieja Rataja
- 11 Karpacka Dywizja Piechoty AK
- 12 Dywizja Piechoty AK
- 21 Dywizja Piechoty AK
- 22 Dywizja Piechoty AK
- 24 Dywizja Piechoty AK
- 25 Dywizja Piechoty AK
- 26 Dywizja Piechoty AK
- 27 Wołyńska Dywizja Piechoty
- 28 Dywizja Piechoty AK im. Stefana Okrzei
- 29 Dywizja Piechoty AK
- 30 Dywizja Piechoty AK
- 106 Dywizja Piechoty AK

#### Polskie Siły Zbrojne

##### Kampania francuska 1940
- 1 Dywizja Grenadierów
- 2 Dywizja Strzelców Pieszych
- 3 Dywizja Piechoty
- 4 Dywizja Piechoty

##### Armia Polska w ZSRR/Armia Polska na Wschodzie
- 4 Dywizja Strzelców – dywizja 2 Korpusu Strzelców na Bliskim Wschodzie
- 5 Wileńska Dywizja Piechoty
- 6 Lwowska Dywizja Piechoty
- 7 Dywizja Piechoty
- 8 Dywizja Piechoty
- 9 Dywizja Piechoty
- 10 Dywizja Piechoty

##### I Korpus Polski
- 1 Dywizja Pancerna
- 4 Dywizja Piechoty

##### 2 Korpus Polski
- 3 Dywizja Strzelców Karpackich
- 5 Kresowa Dywizja Piechoty
- 2 Warszawska Dywizja Pancerna
- Baza 2 KP - 7 Dywizja Zapasowa/Piechoty

#### Wojsko Polskie na froncie wschodnim
- Dywizje piechoty
  - 1 Dywizja Piechoty im. Tadeusza Kościuszki
  - 2 Warszawska Dywizja Piechoty im. Henryka Dąbrowskiego
  - 3 Pomorska Dywizja Piechoty im. Romualda Traugutta
  - 4 Pomorska Dywizja Piechoty im. Jana Kilińskiego
  - 5 Saska Dywizja Piechoty
  - 6 Pomorska Dywizja Piechoty
  - 7 Łużycka Dywizja Piechoty
  - 8 Drezdeńska Dywizja Piechoty
  - 9 Drezdeńska Dywizja Piechoty
  - 10 Sudecka Dywizja Piechoty
  - 11 Dywizja Piechoty
  - 12 Dywizja Piechoty
  - 13 Dywizja Piechoty
  - 14 Dywizja Piechoty
- Dywizje kawalerii
  - 1 Warszawska Dywizja Kawalerii
- Dywizje artylerii
  - 1 Dywizja Artylerii Przeciwlotniczej
  - 2 Łużycka Dywizja Artylerii
  - 3 Dywizja Artylerii Przeciwlotniczej
  - 4 Dywizja Artylerii Przeciwlotniczej
  - 5 Dywizja Artylerii

### Wojsko Polskie w kraju po 1945
- Dywizje piechoty
  - 1 Warszawska Dywizja Piechoty im.Tadeusza Kościuszki
  - 1 Szkolna Dywizja Piechoty
  - 2 Warszawska Dywizja Piechoty im. Henryka Dąbrowskiego
  - 3 Pomorska Dywizja Piechoty im. Romualda Traugutta
  - 4 Pomorska Dywizja Piechoty im. Jana Kilińskiego
  - 5 Saska Dywizja Piechoty
  - 6 Pomorska Dywizja Piechoty
  - 7 Łużycka Dywizja Piechoty
  - 8 Drezdeńska Dywizja Piechoty
  - 9 Drezdeńska Dywizja Piechoty
  - 10 Sudecka Dywizja Piechoty
  - 11 Dywizja Piechoty
  - 12 Dywizja Piechoty
  - 13 Dywizja Piechoty
  - 14 Dywizja Piechoty
  - 15 Dywizja Piechoty
  - 16 Kaszubska Dywizja Piechoty
  - 18 Dywizja Piechoty
  - 21 Dywizja Piechoty
  - 22 Dywizja Piechoty
  - 23 Dywizja Piechoty
  - 24 Dywizja Piechoty
  - 25 Dywizja Piechoty
  - 27 Dywizja Piechoty
  - 29 Dywizja Piechoty
  - 30 Dywizja Piechoty
  - 34 Dywizja Piechoty czasu „W”
  - 37 Dywizja Piechoty czasu „W”
  - 40 Dywizja Piechoty czasu „W”
- Dywizje piechoty zmotoryzowanej
  - 8 Dywizja Piechoty Zmotoryzowanej
  - 11 Dywizja Piechoty Zmotoryzowanej
- Dywizje zmechanizowane
  - 1 Warszawska Dywizja Zmechanizowana
  - 2 Warszawska Dywizja Zmechanizowana
  - 2 Pomorska Dywizja Zmechanizowana
  - 3 Pomorska Dywizja Zmechanizowana
  - 4 Pomorska Dywizja Zmechanizowana im. Jana Kilińskiego
  - 4 Lubuska Dywizja Zmechanizowana
  - 5 Kresowa Dywizja Zmechanizowana
  - 8 Drezdeńska Dywizja Zmechanizowana
  - 8 Bałtycka Dywizja Obrony Wybrzeża
  - 9 Drezdeńska Dywizja Zmechanizowana
  - 10 Sudecka Dywizja Zmechanizowana
  - 11 Dywizja Zmechanizowana
  - 12 Dywizja Zmechanizowana
  - 12 Szczecińska Dywizja Zmechanizowana
  - 15 Dywizja Zmechanizowana
  - 15 Warmińsko-Mazurska Dywizja Zmechanizowana
  - 16 Pomorska Dywizja Zmechanizowana
  - 19 Dywizja Zmechanizowana
  - 20 Dywizja Zmechanizowana
  - 26 Zapasowa Dywizja Zmechanizowana
  - 26 Rezerwowa Dywizja Zmechanizowana
  - 28 Zapasowa Dywizja Zmechanizowana
  - 28 Rezerwowa Dywizja Zmechanizowana
  - 30 Rezerwowa Dywizja Zmechanizowana
  - 31 Rezerwowa Dywizja Zmechanizowana
  - 32 Rezerwowa Dywizja Zmechanizowana
- Dywizje pancerne
  - 5 Saska Dywizja Pancerna im. gen. Aleksandra Waszkiewicza
  - 10 Sudecka Dywizja Pancerna
  - 11 Drezdeńska Dywizja Pancerna
  - 16 Kaszubska Dywizja Pancerna
  - 19 Dywizja Pancerna
  - 20 Dywizja Pancerna
  - 11 Lubuska Dywizja Kawalerii Pancernej
- Dywizje artylerii
  - 2 Łużycka Dywizja Artylerii
  - 5 Dywizja Artylerii
  - 6 Dywizja Artylerii Przełamania
  - 8 Dywizja Artylerii Przełamania
  - 5 Dywizja Artylerii Armat
  - 10 Dywizja Artylerii Armat
- Inne dywizje
  - 1 Warszawska Dywizja Kawalerii
  - 6 Pomorska Dywizja Powietrznodesantowa
  - 7 Łużycka Dywizja Desantowa
  - 23 Dywizja Desantowa
  - 25 Dywizja Kawalerii Powietrznej
  - Dywizja Rolno-Gospodarcza

#### Dywizje obecnie występujące w strukturachWP
- 11 Lubuska Dywizja Kawalerii Pancernej
- 12 Szczecińska Dywizja Zmechanizowana
- 16 Pomorska Dywizja Zmechanizowana
- 18 Dywizja Zmechanizowana
- 1 Dywizja Piechoty Legionów

## Siły Powietrzne

### II wojna światowa

#### Wojsko Polskie na froncie wschodnim
- Dywizje artylerii przeciwlotniczej
  - 1 Dywizja Artylerii Przeciwlotniczej
  - 3 Dywizja Artylerii Przeciwlotniczej
  - 4 Dywizja Artylerii Przeciwlotniczej
- Dywizje lotnicze
  - 1 Dywizja Lotnictwa Bombowego
  - 2 Dywizja Lotnictwa Szturmowego
  - 3 Dywizja Lotnictwa Myśliwskiego
  - 4 Mieszana Dywizja Lotnicza

### Wojsko Polskie w kraju po 1945
- Dywizje obrony przeciwlotniczej
  - 9 Dywizja Artylerii Obrony Przeciwlotniczej
  - 11 Dywizja Artylerii Przeciwlotniczej
  - 13 Dywizja Artylerii Obrony Przeciwlotniczej
  - 15 Dywizja Artylerii Obrony Przeciwlotniczej
  - 16 Dywizja Artylerii Przeciwlotniczej
  - 21 Dywizja Artylerii Obrony Przeciwlotniczej
- Dywizje obrony powietrznej kraju
  - 1 Dywizja Artylerii OPK im. Powstańców Śląskich
  - 3 Łużycka Dywizja Artylerii OPK
- Dywizje lotnicze
  - 2 Dywizja Lotnictwa Myśliwsko-Bombowego
  - 3 Dywizja Lotnictwa Myśliwsko-Bombowego
  - 4 Dywizja Lotnictwa Myśliwskiego
  - 5 Dywizja Lotnictwa Myśliwskiego
  - 6 Dywizja Lotnictwa Myśliwskiego
  - 7 Dywizja Lotnictwa Myśliwskiego
  - 8 Dywizja Lotnictwa Szturmowego
  - 9 Dywizja Lotnictwa Myśliwskiego
  - 10 Dywizja Lotnictwa Myśliwskiego
  - 11 Dywizja Lotnictwa Myśliwskiego
  - 15 Dywizja Lotnictwa Bombowego
  - 16 Dywizja Lotnictwa Szturmowego

## Marynarka Wojenna

### Wojsko Polskie w kraju po 1945
- 33 Dywizja Lotnictwa Marynarki Wojennej